# Đèo Chinh
Đèo Chinh là đèo trên quốc lộ 279 ở tỉnh Bắc Ninh, Việt Nam .

## Vị trí
Đèo Chinh trên quốc lộ 279 ở vùng giáp ranh giữa xã Sơn Động và An Lạc của tỉnh Bắc Ninh .
Phía nam Đèo Chinh cỡ 22 km theo quốc lộ 279 là đèo Hạ My 21°11′17″B 106°50′49″Đ / 21,188154°B 106,847009°Đ, là ranh giới tỉnh Bắc Ninh và tỉnh Quảng Ninh .
Tại vùng Đèo Chinh đang xây dựng khu xử lý chất thải rắn vùng tỉnh Bắc Ninh .